# Mette Winge
Mette Winge (født 5. januar 1937 på Frederiksberg, død 15. april 2022) var en dansk forfatter, litteraturkritiker og dr.phil. og tidligere programchef i DR.
Winge blev født i 1937 på Frederiksberg. Hendes fødenavn er Merete Elisabeth Hagen. Hun var student fra Gentofte Statsskole fra 1955 og uddannet bibliotekar fra Danmarks Biblioteksskole i 1960. I 1965 blev Winge mag.art. i litteraturhistorie fra Københavns Universitet. Derefter blev hun lektor i litteraturhistorie på biblioteksskolen og i 1975 fagleder sammesteds. Sideløbende var hun også ekstern lektor i børnelitteratur på Københavns Universitet. Hun blev dr.phil i 1976 fra universitetet med afhandlingen Dansk børnelitteratur 1900-1945.
Winge har også i perioder været litteraturanmelder ved først Berlingske Tidende og  senere Politiken.
Hun blev chef for teater- og litteraturafdelingen i Danmarks Radio (DR) i 1982 og var Danmarks Radios første kvindelige programchef. Fra 1988 til 1990 var hun chef for radiokanalen P1.
Winge udgav sin første roman, Skriverjomfruen, i 1988. Den handler om Charlotta Dorothea Biehls liv i det 18. århundrede. Den blev fulgt af lang række romaner.
Hun blev gift med lektor Peter Winge i 1962. De fik to børn. Winge døde som 85-årig efter længere tids sygdom 15. april 2022.

## Hæder og priser
- 1980 Danmarks Biblioteksforenings Jubilæumspris
- 1981 Rosenkjærprisen
- 1987 Publicistprisen
- 1988 Kritikerprisen
- 1989 Ridder af Dannebrogordenen
- Finlands Løves Orden